# 桐朋學園大學
桐朋学園大学（とうほうがくえんだいがく，Toho Gakuen School of Music）是一所位於日本東京都調布市若葉町的私立大學。

## 历史
1961年建立，桐朋学園大学是日本最著名的私立音樂學院之一，以專攻古典鋼琴、弦樂器和指揮而聞名。

## 著名校友
- 小澤征爾
- 野島稔
- 羽田健太郎
- 西村由紀江
- 諏訪内晶子
- 安永彻
- 高嶋知佐子
- 安倍圭子
- 「KOKIA」吉田亚纪子
- 木村心美
- Ayasa

## 外部連結
- 桐朋学園大学網站 （页面存档备份，存于）